# 慎原氏菱蛛
慎原氏菱蛛（学名：Episinus makiharai）为姬蛛科菱蛛屬下的一个种。